# Łochów (gmina)
Łochów – gmina miejsko-wiejska w Polsce położona w województwie mazowieckim, w powiecie węgrowskim. W latach 1975–1998 gmina administracyjnie należała do województwa siedleckiego.
Siedziba gminy to Łochów.
Według danych z 30 czerwca 2004 gminę zamieszkiwało 17 446 osób. Natomiast według danych z 31 grudnia 2017 roku gminę zamieszkiwało 17922 osób.
Gmina składa się obecnie z 32 sołectw. Niedawno nastąpiły tu zmiany administracyjne. Utworzono nowe sołectwo Samotrzask kosztem sołectwa Łojew. Uszczuplone zostało sołectwo Ogrodniki, na korzyść Ostrówka i Zagrodnik. Sołectwo Ostrówek powiększone zostało o tzw. Klin, obszar o powierzchni 24,01 ha. Obecnie obszar tego sołectwa ma wynosić 375,10 ha. O 16,65 ha powiększono sołectwo Zagrodniki. Jego powierzchnia ma wynosić 162,65 ha. Uszczuplone sołectwo Ogrodniki będzie miało powierzchnię 502,25 ha. Zmiany dotyczą wyłącznie granic sołectw. Nie zmieniły się granice samej gminy Łochów, największej obecnie w powiecie węgrowskim.

## Struktura powierzchni
Według danych z roku 2002 gmina Łochów ma obszar 194,98 km², w tym:
- użytki rolne: 50%
- użytki leśne: 38%

Gmina stanowi 15,99% powierzchni powiatu.

## Demografia

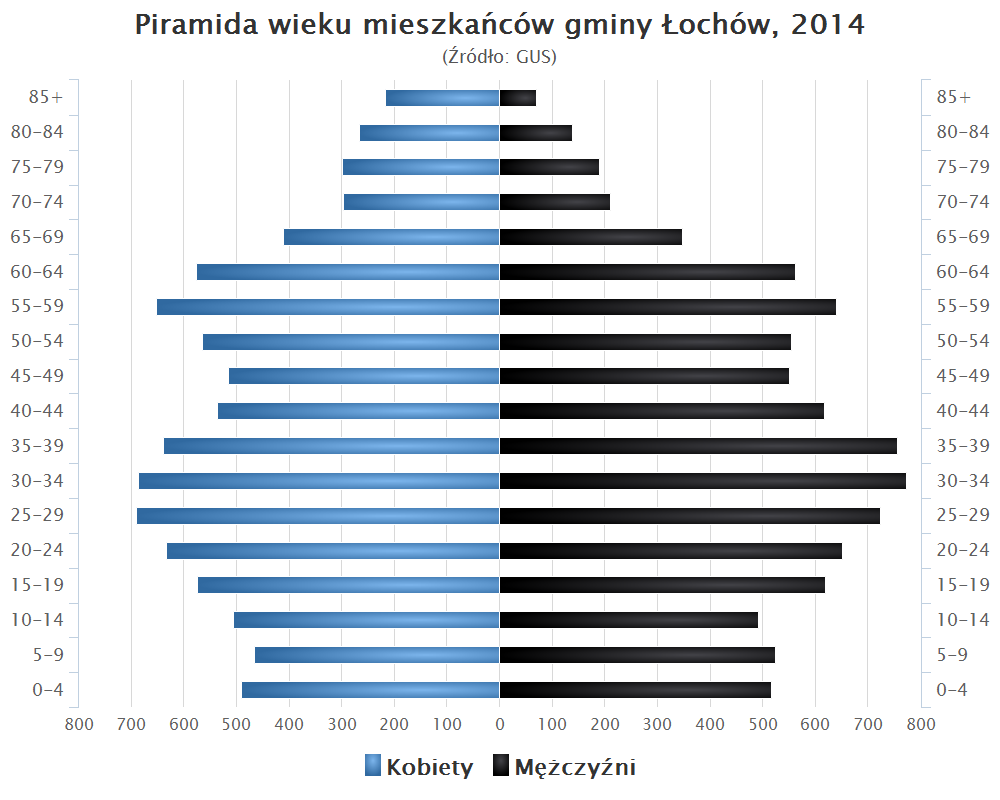
Piramida wieku mieszkańców gminy Łochów w 2014 roku

Dane z 30 czerwca 2004:
| Opis                              | Ogółem | Ogółem | Kobiety | Kobiety | Mężczyźni | Mężczyźni |
| --------------------------------- | ------ | ------ | ------- | ------- | --------- | --------- |
| Jednostka                         | osób   | %      | osób    | %       | osób      | %         |
| Populacja                         | 17 446 | 100    | 8815    | 50,5    | 8631      | 49,5      |
| Gęstość zaludnienia [mieszk./km²] | 89,5   | 89,5   | 45,2    | 45,2    | 44,3      | 44,3      |

## Sołectwa
Baczki, Barchów, Brzuza, Budziska, Burakowskie, Dąbrowa, Gwizdały, Jasiorówka, Jerzyska, Kalinowiec, Kaliska, Kamionna, Karczewizna, Laski, Łazy, Łojew, Łojki, Łopianka, Łosiewice, Majdan, Matały, Nadkole, Ogrodniki, Ostrówek, Pogorzelec, Samotrzask, Szumin, Twarogi, Wólka Paplińska, Zagrodniki, Zambrzyniec.

## Sąsiednie gminy
Brańszczyk, Jadów, Korytnica, Sadowne, Stoczek, Wyszków